# Folkets Vilje
Folkets Vilje è un cortometraggio muto del 1911 diretto da Eduard Schnedler-Sørensen.

## Trama
Durante una battuta di caccia, il principe Walter e il duca di Wolmer, suo aiutante, si separano dal resto del gruppo perdendo la strada. Incontrano Agnes, una fanciulla che vive lì con la nonna, e si fermano a chiederle informazioni. Walter resta molto colpito dalla bellezza della ragazza, alla quale Wolmer scatta una foto. Per ringraziarla, vuole darle un anello e lei, in cambio, gli dona una ciocca di capelli. Ritornato a palazzo, Walter non fa altro che pensare alla bella fanciulla e Wolmer, per consolarlo, gli mostra la foto che le ha scattato. Ma il principe si mostra sempre più innamorato e il suo aiutante, allora, gli affitta una casa vicina a quella dove vive Agnes. L'idillio dei due giovani amanti sembra non avere alcuna ombra ma, a palazzo, il padre di Walter pianifica il futuro del figlio progettando per lui, con la principessa d'Illiria, un matrimonio che risulterà propizio per la politica di stato. Walter, mentre si trova con Agnes, legge sul giornale la notizia di quelle nozze. Furioso, si reca a palazzo ma, messo davanti ai suoi doveri, si inchina alla ragione di stato e accetta la volontà di suo padre. Rivede un'ultima volta l'amata: il loro è un addio straziante e lui le regala una rosa bianca come simbolo del suo amore per lei. Poi, si prepara al proprio destino che lo vedrà salire sul trono accanto a un'altra donna.

## Produzione
Il film fu prodotto dalla Nordisk Film Kompagni.

## Distribuzione
In Danimarca, il film fu distribuito dalla Fotorama e venne presentato in prima al Panoptikon di Copenaghen il 16 ottobre 1911. Diverse fonti riportano diverse lunghezze del film: 300 metri, 965 metri, 48 min.